# Plantago lachnantha
Plantago lachnantha är en grobladsväxtart som beskrevs av Aleksandr Andrejevitj Bunge. Plantago lachnantha ingår i släktet kämpar, och familjen grobladsväxter. Inga underarter finns listade i Catalogue of Life.